# Alpenbach (Kainach)
Der Alpenbach ist ein rund 5,5 Kilometer langer, linker Nebenfluss der Kainach in der Steiermark.

## Verlauf
| Zuläufe und Bauwerke \| Alpenbach \| Alpenbach \| Alpenbach \| \| --------------------- \| --------- \| --------------------- \| \| Legende \| \| \| \| Kainach bei Voitsberg \| \| Kainach bei Voitsberg \| \| \| \| \| \| \| \| \| \| \| \| Kühbergerbach \| \| \| \| Forstbauernbach \| \| Riplbauerbach \| \| \| \| Kainach \| \| \| |  |                       |
| Alpenbach |  |                       |
| Legende |  |                       |
| Kainach bei Voitsberg |  | Kainach bei Voitsberg |
| |  |                       |
| |  |                       |
| |  | Kühbergerbach         |
| |  | Forstbauernbach       |
| Riplbauerbach |  |                       |
| Kainach |  |                       |

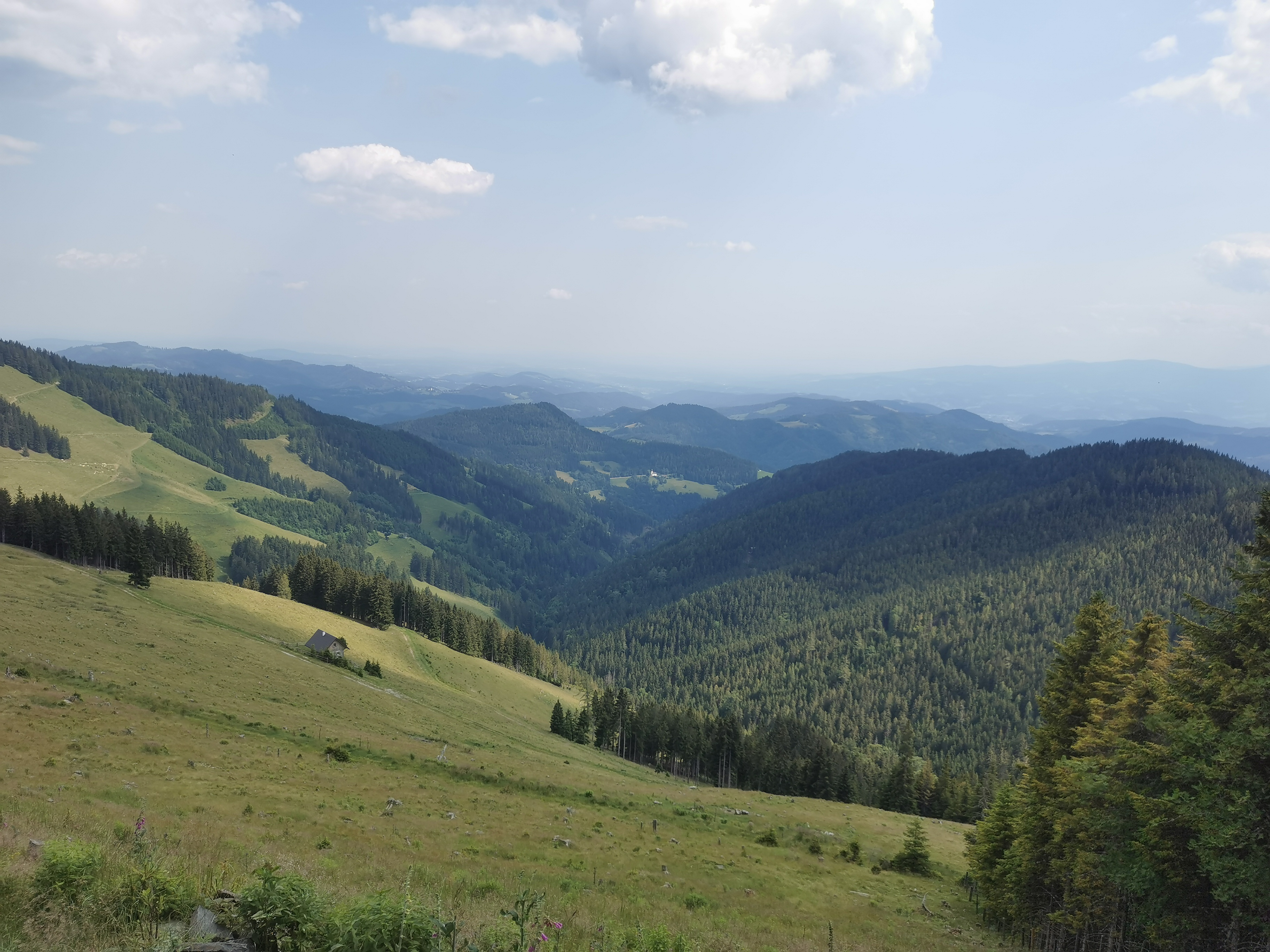
Blick von der Ostflanke des Ochsenkogels nach Südsüdost über den Graben des Alpenbachs auf den Lukaskogel, an dessen Fuß der Bach nach Südwest abbiegt.

Der Alpenbach entsteht im nördlichen Teil der Gemeinde Kainach bei Voitsberg, nördlich der Ortschaft Gallmannsegg, am südöstlichen Hang des Ochsenkogels, südwestlich des Schanzkreuzes. Er fließt im Oberlauf in einem flachen Rechtsbogen durch den sogenannten Wispelwald nach Südosten, ehe er bei der Streusiedlung Forstbauerngraben auf einen Südwestkurs abbiegt. Im Unterlauf fließt er zuerst relativ gerade nach Südwesten, bevor er etwa 1 Kilometer vor seiner Mündung auf einen relativ geraden Südsüdwestkurs schwenkt. Nördlich von Gallmannsegg mündet er östlich des Hofes Sadner und westlich des Hofes Weber in die Kainach, die danach nach gerade weiterfließt. Auf seinen Lauf nimmt der Alpenbach drei größere, benannte sowie mehrere kleine und unbenannte Wasserläufe auf.